# Río Prímero O Suquia
Río Prímero O Suquia är ett vattendrag i Argentina.   Det ligger i provinsen Córdoba, i den centrala delen av landet, 700 km nordväst om huvudstaden Buenos Aires, och mynnar ut i Laguna Mar Chiquita. 
Omgivningen kring Río Prímero O Suquia är huvudsakligen tätbebyggd och området är mycket tätbefolkat, med 2 345 invånare per kvadratkilometer.